# 切腹

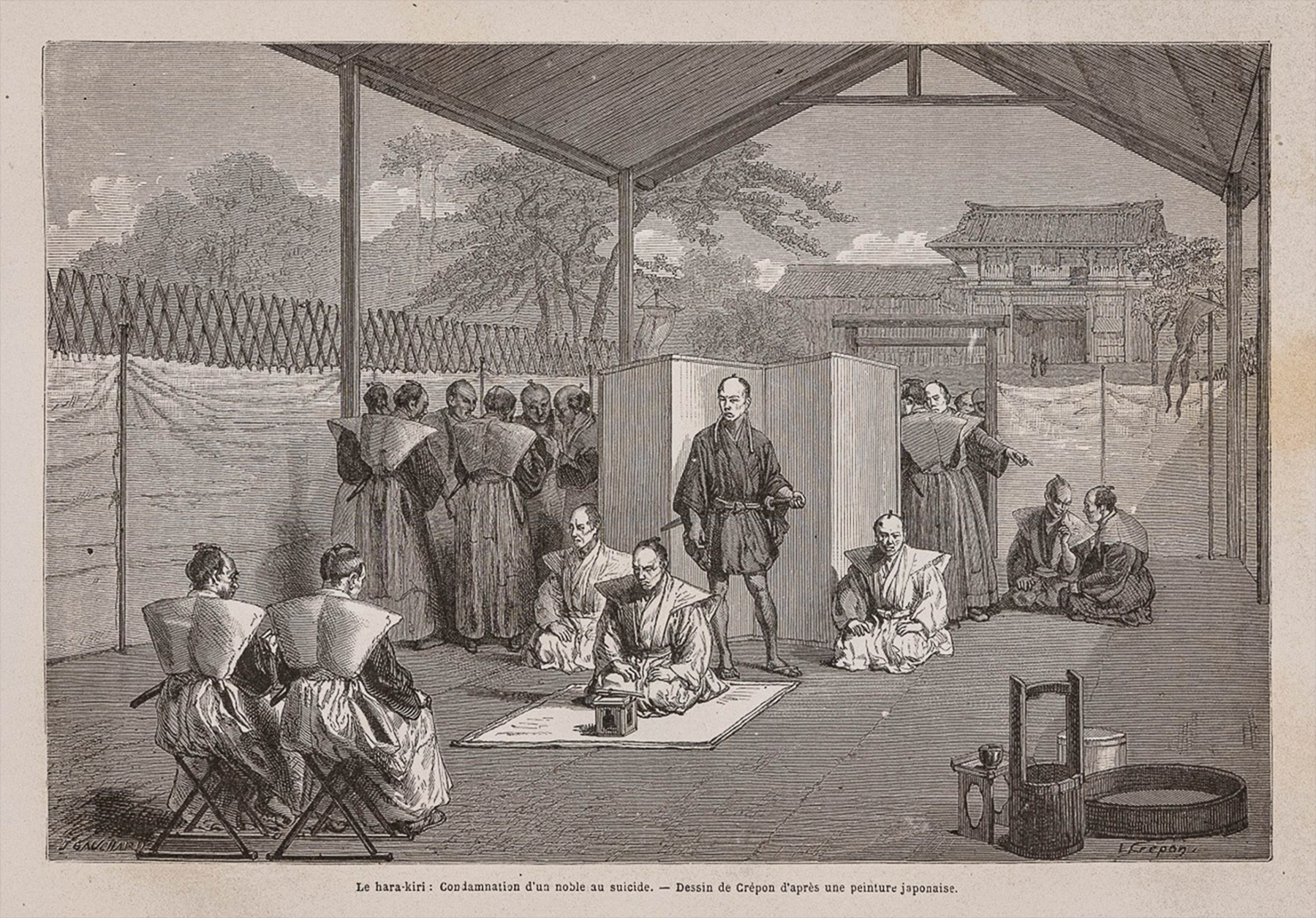
1867年にフランスで出版された、江戸時代末期の切腹の様子を描いたイラスト。中央の裃を着用した人が切腹人 。

切腹（せっぷく）は、刃物などで自らの腹部を切り裂いて死ぬ自殺の一方法。腹切り（はらきり）・割腹（かっぷく）・屠腹（とふく）・伐腹（ばっぷく）・斬腹（ざんぷく）ともいう。日本では、主に武士などが行った独特の習俗。
海外でも日本独自の風習として知られ、「hara-kiri」や「seppuku」として辞書に掲載されている。

## 概念

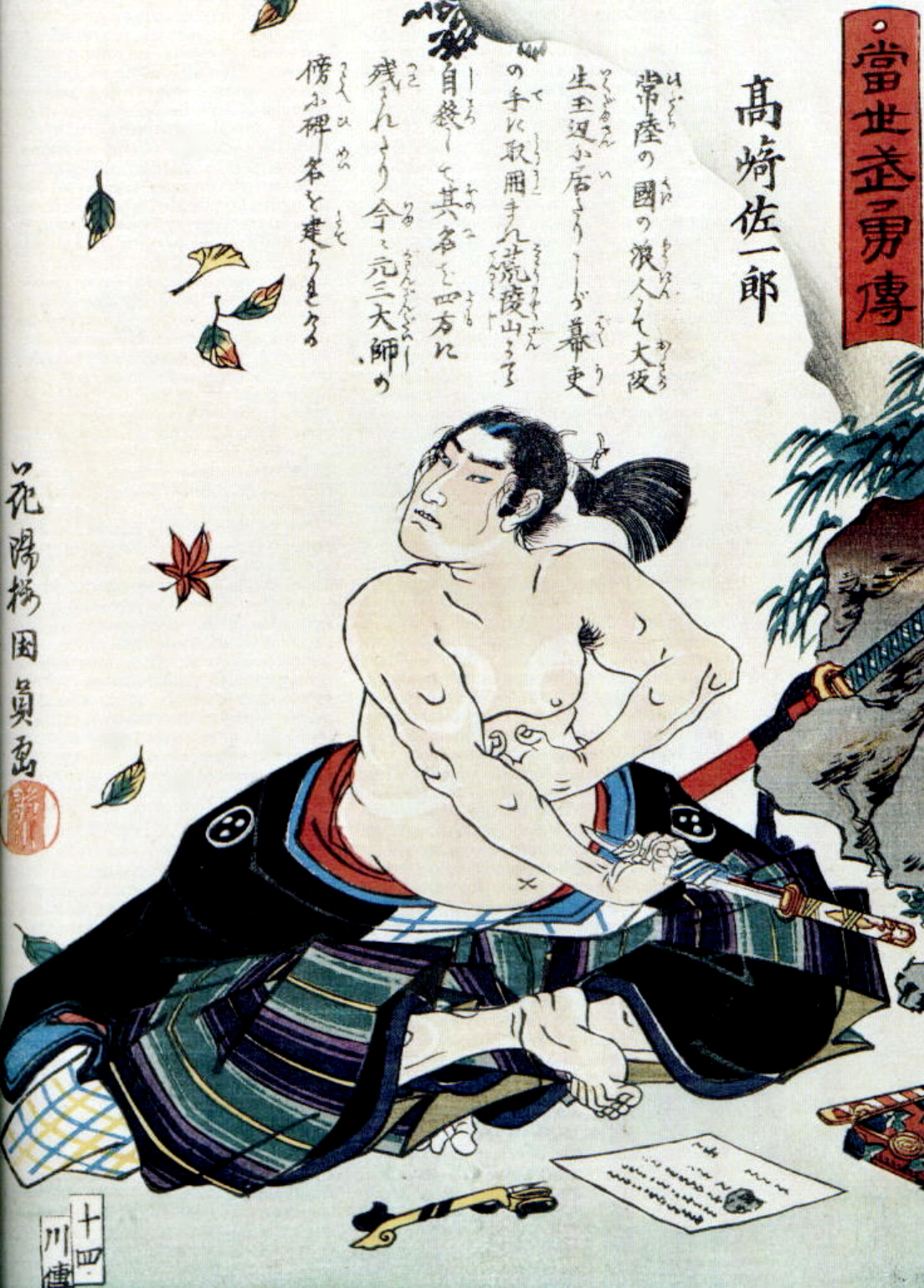
歌川国員画「當世武勇傳 高﨑佐一郎」浮世絵、嘉永年代。

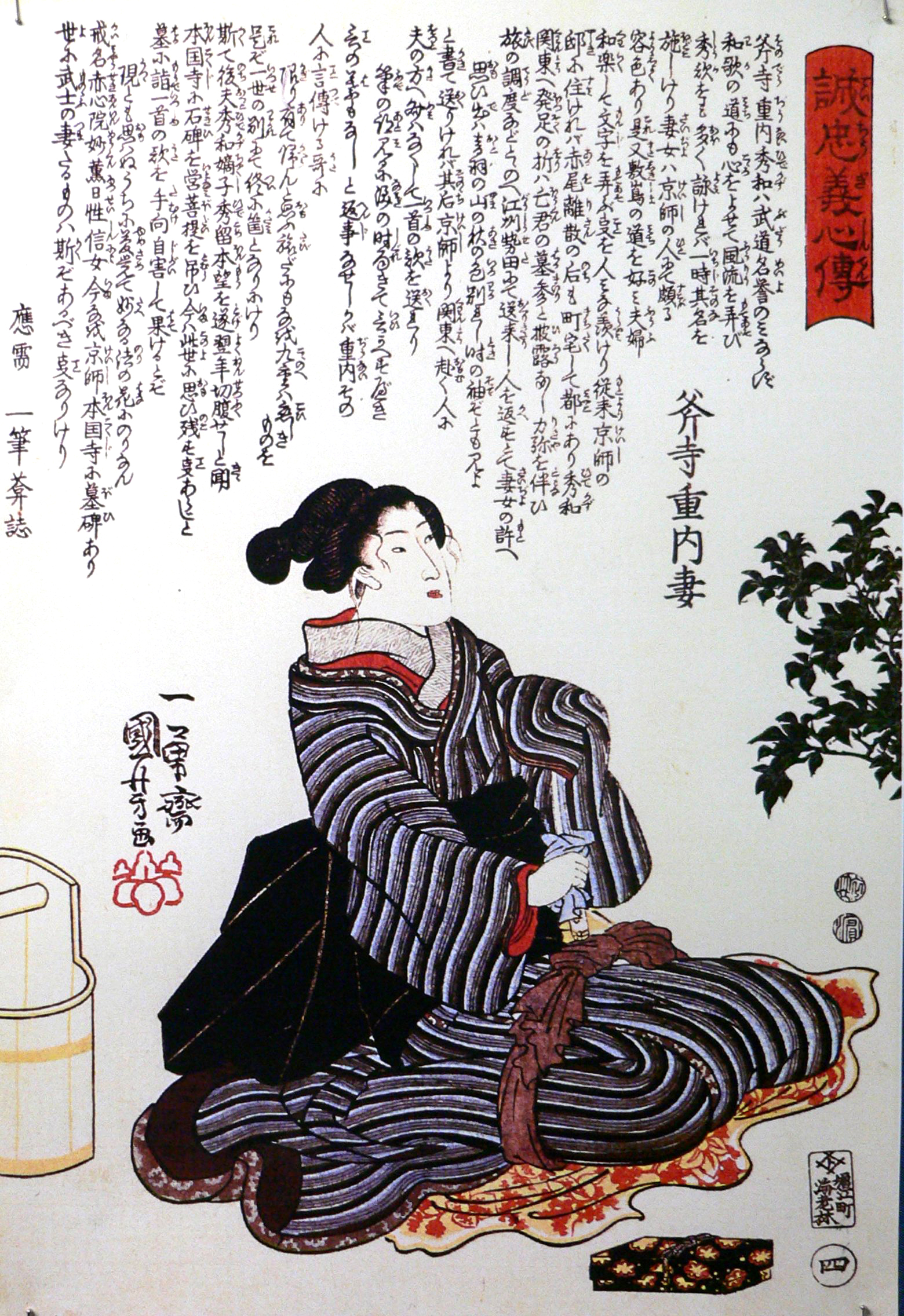
小野寺秀和の妻『誠忠義士傳 斧寺十内妻』（歌川国芳画）

日本の封建時代における道徳観念のもとでは、不始末が生じた場合にその責任をみずから判断し、自分自身で処置する覚悟を示すことで、自身のみならず一族の名誉を保つという社会的意味があり、「自決」また「自裁」とも称された。近世以降は処刑方法としても採用され、江戸時代には武士に科せられた刑罰としては最も重いものであったが、切腹させることは「切腹を許す」と表現され、場所には新しい畳を重ねて敷き、幔幕をめぐらすなど念入りに整えられ、名誉を保証する処置がとられた。より罪の重い者には、百姓町人身分に対する斬首や磔、絞首刑などが科せられた。
切腹が習俗として定着した理由には、新渡戸稲造が『武士道』の中で指摘した「腹部には、人間の霊魂と愛情が宿っているという古代の解剖学的信仰」から、勇壮に腹を切ることが武士道を貫く「死に様」として適切とされたとの説が唱えられているが、同書には右翼や皇室学者からの異論や批判もある。
切腹の動機としては、主君に殉ずる「追腹（おいばら）」、職務上の責任や義理を通すための「詰腹（つめばら）」、無念のあまり行う「無念腹（むねんばら）」、士道では喧嘩両成敗が一つの考え方として有ることから、復讐の手段として遺恨のある相手を名指しして先に腹を切ることで相手にも腹を切らせる「指腹（さしばら）」が行われた。
また、敗軍の将が敵方の捕虜となる恥辱を避けるためや、籠城軍の将が城兵や家族の助命と引き換えに行うことがある。また、戦場における命令違反を行った者に対し、刑罰的な意味で切腹を命じる場合もあった。

## 日本における歴史

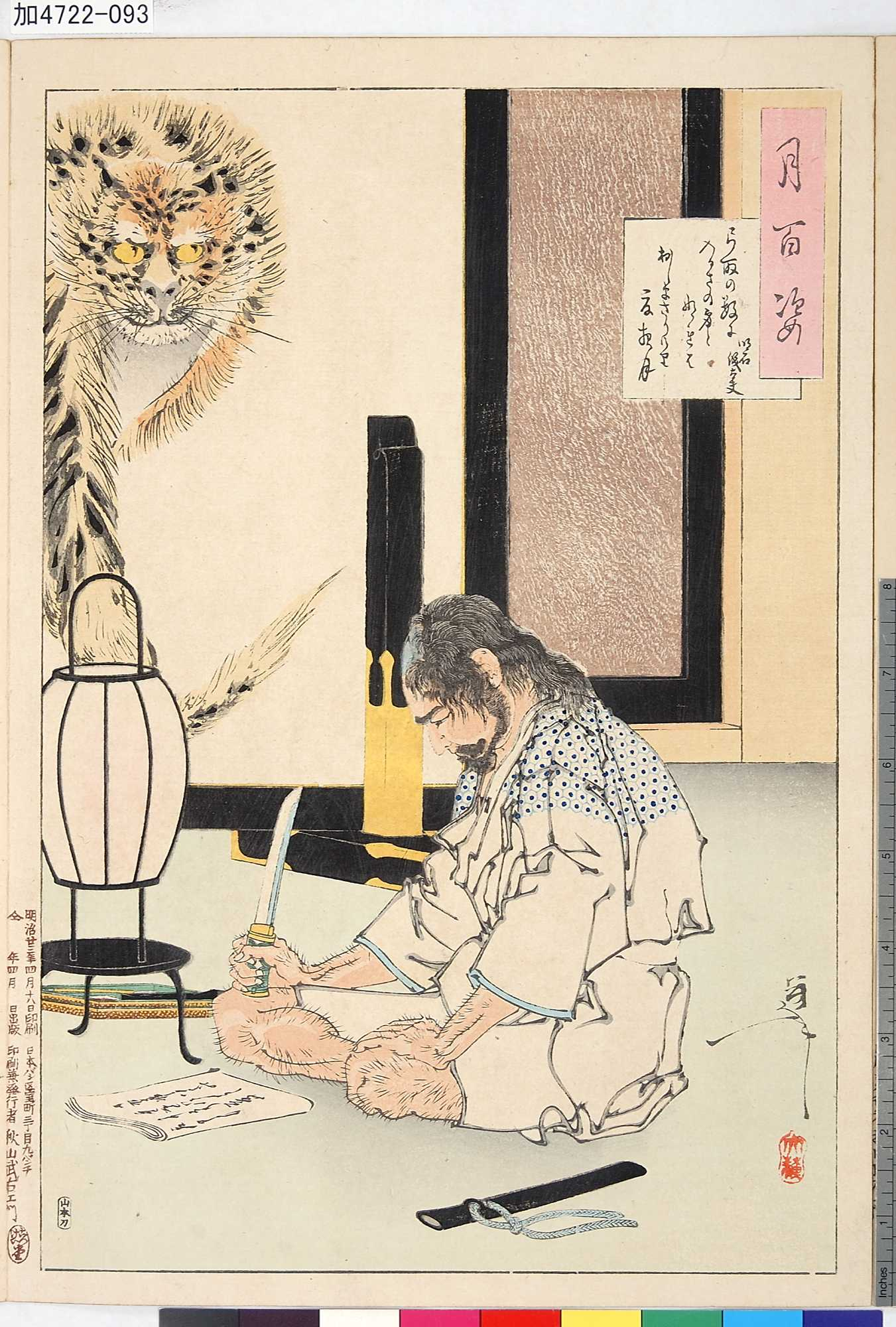
敗北の責任をとり、切腹を行おうとする武士（明石義太夫）。辞世の句を書き終えている。月岡芳年による画（1891年）

### 平安時代
中期頃の988年（永延2年）に藤原保輔が事件を起こして逮捕された時に、自分の腹を切り裂き自殺をはかり、翌日になって獄中で死亡したという記録が残るが、習慣としては末期頃から始まったと考えられている。『平家物語』などの文献では、切腹自体は例が多いものの、自決の方法は刀を口にくわえて馬から飛び降りる、鎧を重ねて着、海に飛び込むなど一定しておらず、切腹が特に名誉な自殺方法と見られることもなかった。武士への死刑執行も全て斬首刑で、身分ある武士といえども敵に捕縛されれば斬首刑か、監禁後に謀殺であった。

### 鎌倉・南北朝時代
『太平記』において、鎌倉時代末期、護良親王の家臣村上義光が主君の身代わりとなって切腹した後、自身の内臓を引きちぎって敵に投げつけ、太刀を口に咥えてうつ伏せに倒れて絶命した、という逸話が残されている。

### 室町・戦国時代
室町時代の明徳3年（1392年）に管領細川頼之に殉死した三島外記入道（『明徳記』）以来、平時に病死した主君に対して殉死を行う風習が始まった。
戦国時代後期から徐々に切腹の概念が変わってきた。豊臣秀吉が備中高松城を攻め、講和条件として城主・清水宗治の命を要求した際に、宗治は潔く切腹して果てた。その時の宗治の態度や切腹の際の作法が見事だったため、秀吉も感服し、それ以降、切腹が名誉ある行為という認識が広まった。その秀吉は、豊臣秀次、千利休らに対し、刑罰として切腹を命じている。また、関ヶ原の戦い、大坂の陣での敗軍武将への死刑執行は全て斬首刑であるが、古田織部・細川興秋など豊臣方与力と見なされた者は切腹させられている。

### 江戸時代
切腹は即ち庶民に科せられた死罪（斬首刑）に相当し、当然武士に科せられた刑罰としても最も重いものであった。しかし、武士と言えど必ず切腹を命じられるわけではなく、不名誉な罪科とみなされた場合には死罪が適用された。例として島原藩主松倉勝家は、島原の乱の責任を問われ、諸大名への戒めとして死罪に処せられた。ただし、年代を経るごとに切腹は形式的なものとなり、実質的には斬首刑とも言えるものであった（後述）。
初期には松平忠吉や結城秀康に殉死した家臣の評判が高まり、殉死が流行した。この流行は1663年（寛文3年）5月に「天下殉死御禁断の旨」により殉死が厳禁されるまで続いた。当初は同法は有名無実化されたが、寛文8年、奥平昌能が先代逝去時に家中での殉死があったという理由で2万石を削られる処断を受け実効を持つことになった。1684年（貞享元年）に成立したとされる明良洪範では殉死を真に主君への忠義から出た「義腹」、殉死する同輩と並ぶために行う「論腹」、子孫の加増や栄達を求めて行う「商腹」（あきないばら）の三つに分類している。しかし、殉死者の家族が栄達したり加増を受けたケースは皆無であり、商腹は歴史的事実ではないとされる。
江戸時代に武士が戦士から官僚へと性格を変えてゆく中で、切腹を許されたものが実際に刀で腹部を切開することはなくなり、木刀が与えられ、介錯人が斬首するだけの形骸化が進んだ。1784年（天明4年）、佐野政言は田沼意知を殿中で斬りつけた咎で切腹となったが、佐野が「刃物刃物」と木刀ではなく真剣での切腹を望んだものの、遠くに置かれた刃物を手に取るために佐野が前かがみになったところで介錯人によって斬首された。
天保11年（1840年）に上州沼田藩士の工藤行広が『自刃録』を著す。徳川瓦解の30年前で、武士道が地に落ちていたことを嘆いて書いた切腹マニュアルであった。1943年に森銑三が「切腹の書自刃録」というエッセイでこれを紹介している。
江戸時代に刑罰として命じられたものを指す場合は｢切腹｣という言葉が一般的に用いられていることが特徴的といえる。
また、江戸時代を通じて、主君が切腹となると、これに続き家来が後を追って切腹する「追腹」が自主的な切腹も含めて確認されただけで417人いる。その内、江戸の伝馬町牢屋敷で切腹を行ったのは、元禄16年～慶応3年の約160年の間で20人であり、半数が安政の大獄及び桜田門外の変によるものである。因みに、江戸時代最初に切腹されたのは、1604年に口論による仕返しに斬殺した柘植正勝である。
幕末期には、土佐勤王党の盟主であった武市瑞山が、切腹を命じられた際、三文字に腹を切り裂いた後、両脇から2名の介錯人に心臓を突かせて絶命したという記録がある。
責任を取る以外にも切腹は様々な用途で行われ、復讐に用いる「指し腹（さしばら）」は、恨みを抱いた者が切腹に使用した刀を、遺族が復讐の相手に届け、相手はその刀を使用して切腹しなければならない習俗であった。また、主君に対して不満の意思表示をする切腹は「無念腹」と呼ばれ、傷口から臓物を意図的に溢れ出す手法が用いられた。

### 近現代
明治に代わって数年は切腹が刑罰として引き継がれていき、1870年（明治3年）に庚午事変の首謀者数名が徳島県徳島市住吉の蓮花寺（1丁目）にて切腹させられている。そして、死刑執行方法としての切腹廃止の前年に当たる1872年（明治5年）においては、鞠山騒動により敦賀県の裁判で自裁が下され4月3日に4人が自裁し、京都市伏見区淀納所にある水茶屋で口論となり、一旦収まったものの、相手が挨拶せずに立ち去ったため激高し松原貞芳（京都府士族）を斬殺し自首した服部盛能（京都府士族）が、10月27日に自裁（切腹）を申し渡され、同年中に執行された（本来であれば斬罪であるが、加害者が士族であり自首したため、自裁となった。）。11月4日には加賀本多家旧臣の敵討ち（最後の仇討ちと言われている）により石川県刑獄寮の裁判で自裁の判決が下され旧臣12人が自裁しており、日本法制史上最後の切腹刑となった。
死刑執行方法としての切腹は、1873年（明治6年）年6月13日に制定された改定律例により、切腹を含めた閏刑（生刑に代えて課せられる寛大な刑であり、士族は新律綱領発布時点で軽い順に、謹慎・閉門・禁錮・辺戍［辺境の守備］・自裁だった。）が禁錮刑に統一する形で廃止された。以後日本における死刑では、旧刑法が施行するまで一般刑法犯に対する死刑執行方法が梟首・斬首・絞首刑（梟首は1879年〈明治12年〉に廃止）の3つが並存する形となったが、1882年（明治15年）に旧刑法が施行された後は絞首刑が用いられている。（但し、旧刑法施行後の1886年〈明治19年〉12月に「青森の亭主殺し」事件の加害者である小山内スミと小野長之助の公開斬首刑が青森県弘前市の青森監獄前で行われた。この時2人の斬首刑に兼平巡査が斬首刑の執行人として、死刑執行者付添役に森矯（東奥義塾教師）がそれぞれの任を果したと言われている。しかし、このことが事実である場合、この死刑執行は事実上の斬首刑の最後であると共に、官憲による日本国内における一般刑法犯に対する最後の非合法〈当時の旧刑法では、非公開の絞首刑のみ。〉の死刑執行かつ公開斬首刑であると言わざる得なくなる。）
しかしながら、切腹を自殺の方法として用いる例は、明治時代以降も軍人等の間に見られ、切腹を名誉ある自決とする思想は残った。
大日本帝国軍においては、一部の将校の自決で行われ、明治天皇に殉じた乃木希典陸軍大将、牛島満大将、長勇中将、大西瀧治郎海軍中将、鈴木貫太郎内閣の陸軍大臣であった阿南惟幾陸軍大将などがある。現代の事象としては、1945年（昭和20年）8月25日に、東京都内の旧代々木練兵場（現代々木公園）で、「大東塾十四士」が古式に則り集団割腹自殺をした事件や、1970年（昭和45年）11月25日に、作家としても知られる三島由紀夫が陸上自衛隊市ヶ谷駐屯地内で演説を行ったのち、割腹自殺した事件（三島事件）や最近では2019年（令和元年）5月に靖国神社近くの路上で保守系団体幹部の男性が割腹自殺した例などがある。

## 外国への認知
1669年にアムステルダムで刊行された『モンタヌス日本誌』では、挿絵入りで切腹の風習が紹介され、同書はドイツ語、英語、フランス語版が出版され、広く読まれることとなった。
日本が開国され、様々な情報が欧米に流れる中でもっともエキセントリックな文化として紹介され、日本の最も著名な文化・風習として知られている。
欧米では自殺がタブーであることと死を恐れない武士という部分で海外の注目を受けたことが一因である
海外では、19世紀末に出版された大英百科事典の説明が長らくスタンダードとされ、形態については詳細に描かれなかった。一方で1959年に米国で出版された『フンク＝ワグナー標準参考百科大事典』のように、実際に切腹の作法を目撃した人物の証言を基に詳細な説明がなされ、日本の百科事典にも見られない情報や数値まで記載されている物もある。
2017年にイギリス人男性が割腹自殺を遂げた事例があり、国内外に衝撃を与えた。

## 作法

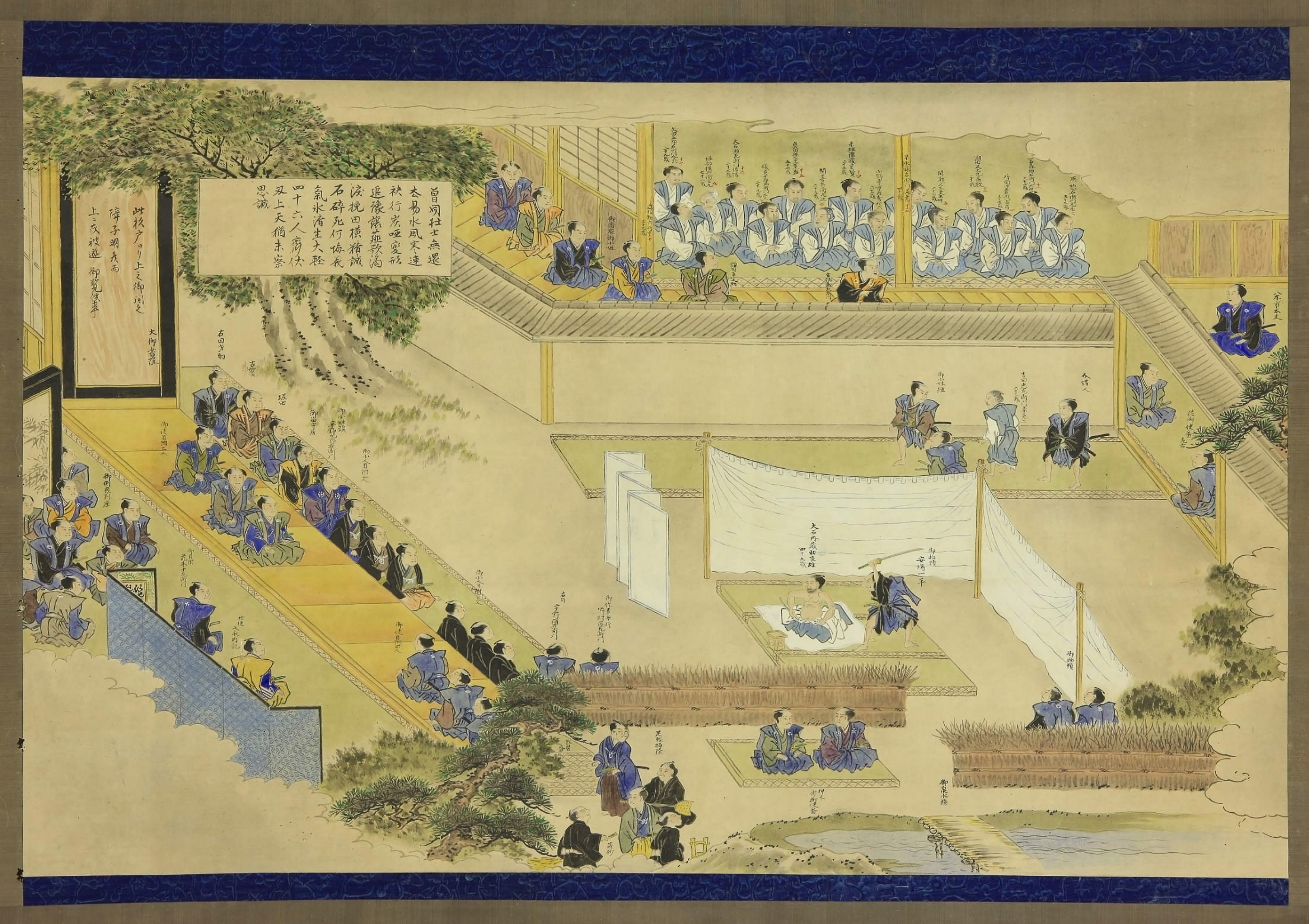
大石内蔵助義雄切腹之図

戦国時代や江戸時代初期においては介錯人がつかず、腹を十文字に割いたり、内臓を引きずり出したりといった過激な方法も用いられていたと言われ、軍記物にもそのような描写が散見する。状況によっては、ただちに失血性ショックや腹膜刺激症状を起こし、失神ないし運動失調を来すため、実行は困難を極めるが、成功した例も報告されている。
近世に入り、士分の刑罰としての切腹が確立すると、切腹にも作法が登場する。切腹する人を切腹人（せっぷくにん）という。切腹人に付き添いその首を切り落としたり、検視役に首を見せるなど、切腹の補助を行う者を介錯人（かいしゃくにん）という。腹部を切り裂いただけでは死亡までに時間がかかり、死ぬ者に非常な苦痛を強いるため、通常は介錯人が切腹直後に介錯を実行する。江戸時代には、切腹は複雑で洗練された儀式となり、介錯がつく切腹の作法が確立した。切腹の作法が制定された時期については諸説あるも、18世紀の初め（享保年間の前後）という説が有力である。
切腹の際の腹の切り方は、腹を一文字に切る「一文字腹」、一文字に切ったあとさらに縦にみぞおちからへその下まで切り下げる「十文字腹」がよいとされた。もっとも、体力的にそこまでは無理なことが多く、喉を突いて絶命することも多かったとされる。後には、切腹に付き添って首を斬り落とす介錯の作法が確立した。介錯は通常、正副の2人、あるいは3人で務めた。それぞれ3人の場合、首を打つ「介錯（大介錯とも）」、短刀をのせた四方（4つ穴のある三方）を持ち出す「添介錯（助介錯とも）」、首を実検に入れる「小介錯」の三役である。介錯人については、首を一振りで斬り落とすのは剣術に長けた者でないと勤まらず、下手な者の介錯では何度も切腹人を斬りつけ、余計な苦痛を与える事態になりかねない。介錯人は預かり人の家中の者が務める建前になっていたため、介錯の失敗は武術不心得として家の恥と見なされた。そこで、家中に腕の立つ者がいない場合は、他家に依頼して人を呼んでくることもあった。
切腹の場所は、大名や旗本などの上級武士の場合は預かり人（切腹人の身柄を預かる人）の邸内、やや身分が劣る場合は預かり人の邸宅の庭先、さらに身分が劣る場合は牢屋の中とされた。足軽以下の身分は切腹を許されなかったとされる（儀礼化されているわけではないため、介錯は任意である）。赤穂事件で「江戸城での刃傷」（および天皇陛下からの勅使饗応を放棄）の処罰は、大名である浅野長矩が庭先にて切腹という、格下の扱いをされた。
切腹は武士と言えども大変な苦痛と覚悟を強いられるため、どうしても切れないという武士も少なからずおり、代わりに「一服」という服毒死の方法も用意されていた。
上記のように切腹は腹を切る側も介錯する側も多大な負担となったため、江戸時代中期以降は形式的なものとなり、四方に短刀の代わりに扇子を置き、それで腹を切る仕草をした、もしくは手をかけた瞬間に介錯人が首を落とすという方法が一般的になる（扇腹、扇子腹）。赤穂事件の処罰で切腹を命じられた赤穂浪士も、比較的身分が高かった大石良雄ら数人以外は扇子や白布で包み刃先のみ出した脇差を使用した。中には「自分は切腹の作法を知らない。どうすればいいのか」と聞いた奥田重盛のような者もいたという逸話も残っている。
三田村鳶魚は「大石の切腹は非常に見苦しかった」と記している。熊本藩の記録では「ずっと大石は震えていた」（寒がりだったからという説も有り）「切腹に時間がかかった」などと書かれている。大濱徹也は「赤穂浪士切腹図」は皆苦痛で顔をゆがめており、「士道を体現し見事などといえるものではない」と述べている。実際、大石良雄の介錯は複数回行なわれ、安場家（介錯した久幸の後嗣）に伝わる当事の介錯刀には刃こぼれがあり、前当主で全国義士会連合会の会長を務めた安場保雅は「大石の首骨に何度も当たり、斬り落としに苦労した跡である」と語っている。
幕末になると、一部で本来の切腹が復活したことも記録されている。赤穂義士を尊敬し同じデザインの衣装に因む新選組は、勤皇の志士を多く斬殺したが、内部の隊員に対しては「武士道に悖る」などの理由で多数を切腹させた。野口健司、山南敬助、河合耆三郎らが切腹している。
慶応4年（太陽暦1868年）、堺事件の事後処理の際にフランス水兵らの目前で、11名が切腹を行った。

## 手順

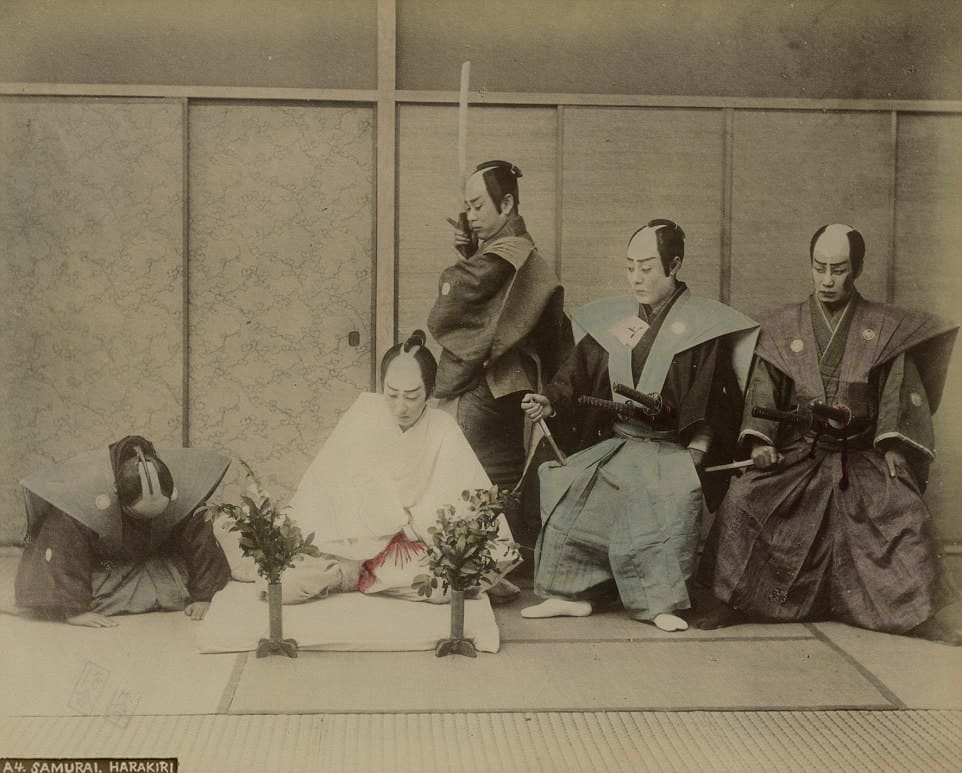
切腹の様子（明治時代の芝居より）

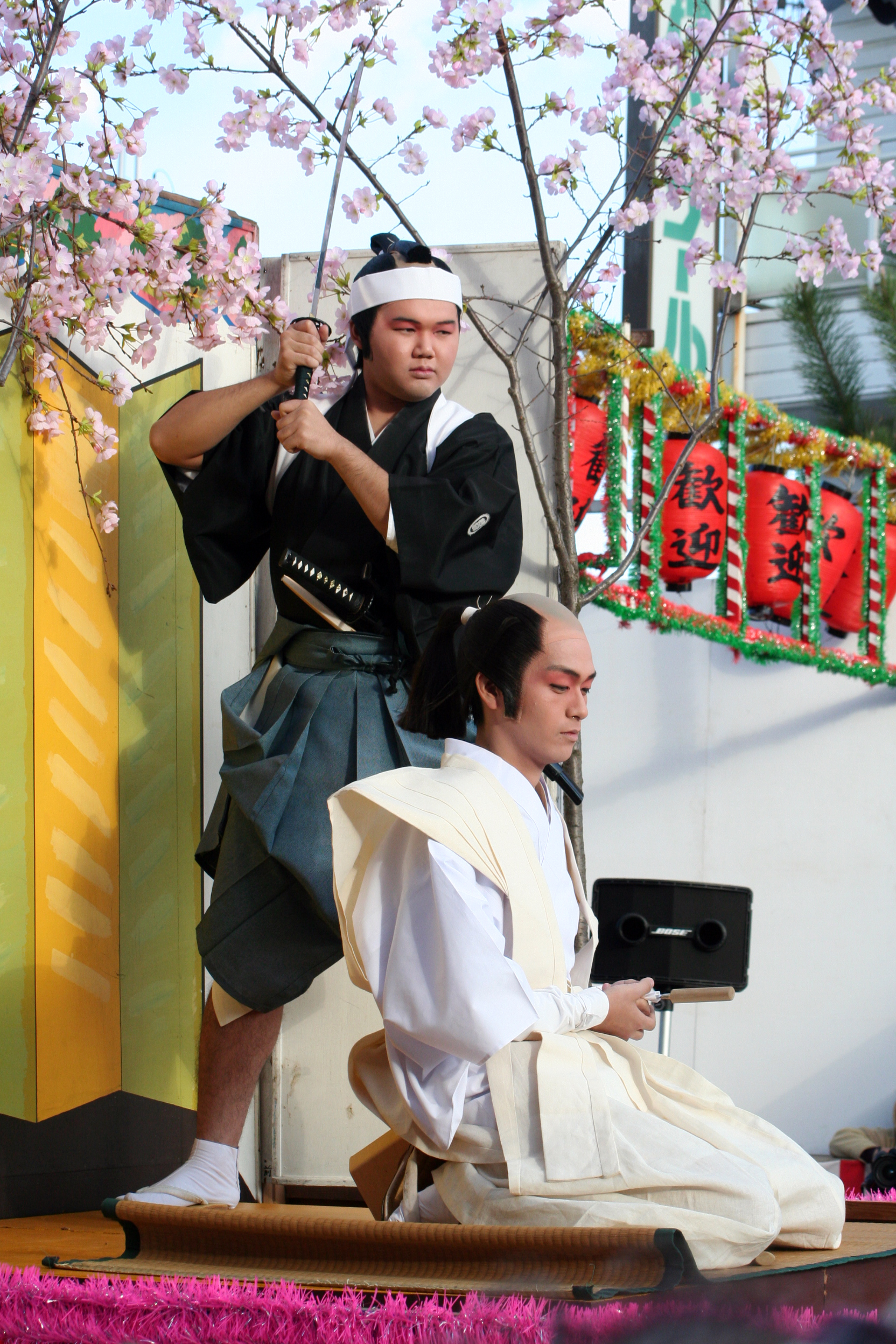
浅野内匠頭の切腹。2009年赤穂義士祭にて撮影された赤穂事件のコスプレで、浅葱ではなく白い裃を使用している。

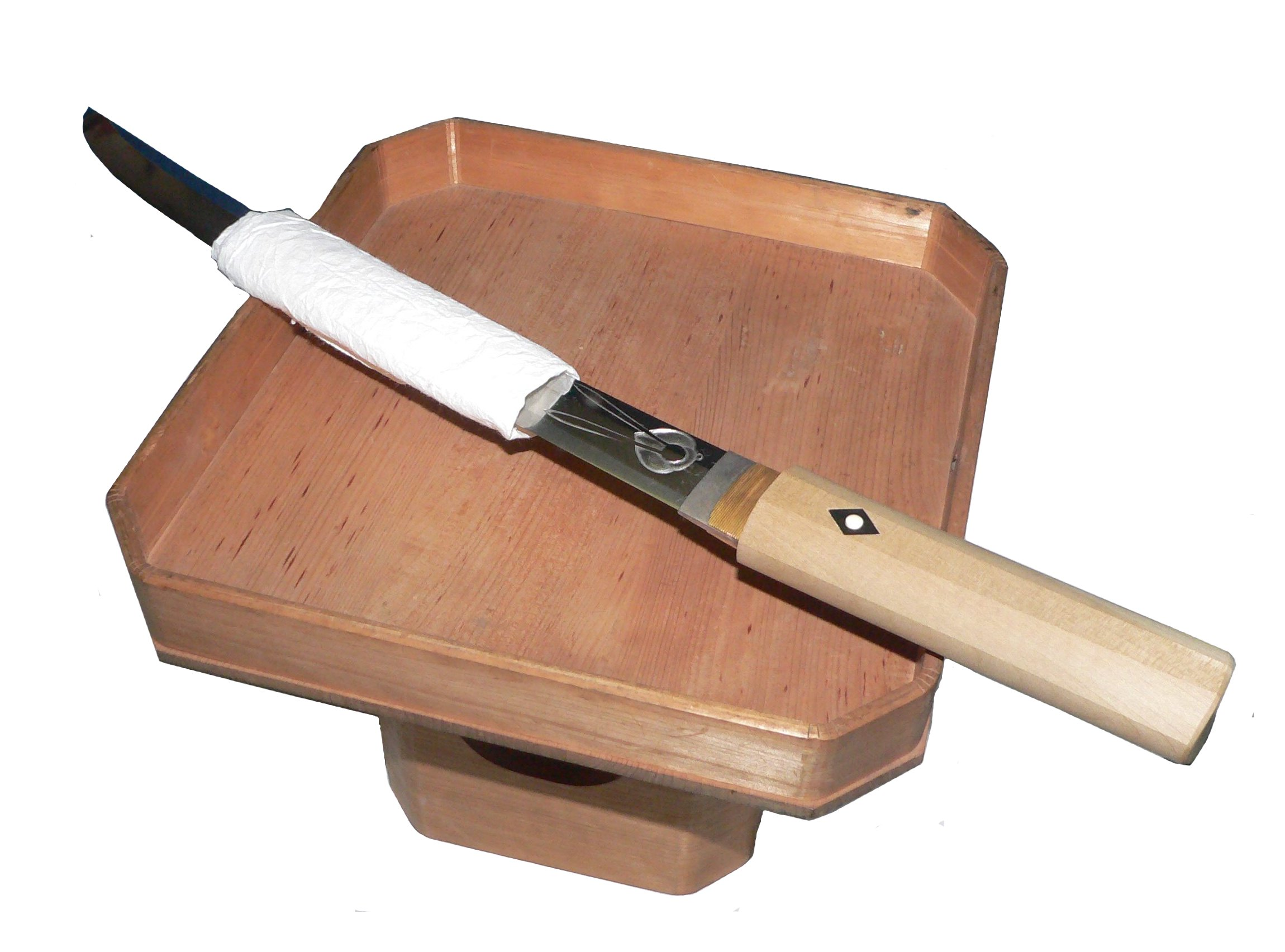
切腹用に用意された短刀（イメージ）。三方にのせられ、奉書紙が巻かれた白鞘の短刀。

ここでは、作法が確立した江戸時代の非自発的切腹（多くは刑罰としての切腹）の手順を説明する。
1. 切腹の沙汰が下されると、罪人にその旨が伝えられる。
2. 切腹前に、切腹する者は沐浴を行い身を清める。この時に使う水はたらいの中にまず水を入れ、そこへ湯を足して温度を調整したものを使用する。当時は生きた人間が身体を洗う際は湯を水でうすめぬるくするのが普通であったが、これはその逆であり、遺体の湯灌につかう水と同じ方法である。
3. 次いで髪を結い、普段より高く結い普段と逆に曲げる。つまり元結左巻に四巻、髷を逆さに下に折り曲げる。切腹の際の装束は、着衣は白無地の小袖と、浅葱色の無紋麻布製の裃で襞は外襞、小袖は首を打ち落としやすいように後襟を縫い込んでいるものと決まっていた。遺体に着せるのと同じように左前（着用する人の左の襟を手前）に合わせる。
4. 切腹の場所は上輩であれば6間四方、中輩であれば2間四方にもがりを結い、南北に口を開いておく。南は「修行門」、北は「涅槃門」と呼ばれている。そこには逆さに返した畳二畳（土色の畳白縁の物）を撞木に敷き、縦の畳に浅黄色ないしは青色の布か布団尺4幅を敷き（場合によってはその上に白砂をまく場合もある）、その四隅に四天を付け、畳の前に白絹を巻いた女竹を高さ8尺、横6尺の鳥居形に立て、四方に4幅の布を張る。後方には逆さに返した（あるいは引き方を逆にした）屏風を立てる。
5. 検視役の座が切腹する者の座の対面に設けられ、切腹人は涅槃門から入り、畳の白絹の上、北に向かって座する。介錯人は修行門から入った。
6. 切腹する者の前には盃二組（上がかわらけ、下は塗り物）と湯漬け（白飯に白湯をかけた物）に香の物三切れ（身切れの意であるという）、塩、味噌の肴、逆さ箸が添えられる。これらが切腹人にとってこの世で最後の食事となる。
7. 切腹人は、銚子で、酒を左酌にて二度注がれ、二杯を四度で飲む。この時、切腹人がさらに盃をねだっても、酩酊すると不都合なので与えない。
8. その後、配膳係は膳を下げ、切腹に用いる短刀を四方にのせて差し出す。切腹刀は、拵え付きの刀（白木の鞘ではなく、組糸を用いた物を用いる。ただし、先述の通り時代が下ると木刀や扇子で刀に見立てるようになった）を用いる。短刀は9寸5分、柄を外し、布か紙で28回逆に巻いて紙縒で結び、刃先が5〜6分出るようにする。柄をつけたまま行う場合も目釘を抜く。
9. 正介錯人は、切腹人に対して名を名乗り一礼する。そして、正介錯人は後ろに回り、介錯刀に水柄杓で水を掛けて清め、八双に構える（剣先を天に向けた構え。構え方には諸説ある）。
10. 切腹人は、検視役に黙礼し、右から肌脱ぎする。左で刀を取り、右手を添えて押し頂き、峰を左に向け直し、右手に持ち替え、左手で三度腹を押し撫で、へその上一寸ほどへ左から右へ刀で突き立て（へそ下深さ三分ないし五分とも）、切腹人が刀を引き回す所で、介錯人は首を皮一枚残して斬る。皮一枚残して斬ることを「抱き首」といい、この形に斬るのが介錯人の礼儀とされた。
抱き首の形にするのは、首が飛んで落ち土砂に汚れるのを防ぐための配慮・「身体を分割するのは親不孝」との儒教思想の影響・切り落としてしまうと不名誉な「斬首刑」となる等、諸々の理由があり、また胸にぶら下がる首の重みで体を前に倒すためともいう（討ち死には敵に頭を向ける前のめりの形が美しいとされた）。ただし、例えば土佐では皮を残さず切り落とすなど、地方によって異なり、切腹人があえて首を切断することを希望する場合もあり、必ずしも抱き首にしなければならないということはなかった。
11. 介錯が済むと、表裏白張り白縁の屏風をめぐらせ、死骸を人に見せぬようにする。副介錯人が首を検視役に見せて切腹人の絶命を確認し、切腹の儀式は終了する。柄杓の柄を胴に差し首を継ぎ、敷絹で死骸を包み、棺に納める。

のちに簡略化され、切腹人が裃を着ると湯漬け飯を出し、旗幕を省き、畳2帖白絹敷物白屏風のみとして、肴は昆布1切を角折敷にのせて出されるのを介錯人に会釈して一献受け、介錯人にさし、検視は3間ほど離れて筋違いに座する。介錯人が首を打つと検視は刀を取って左足を踏み出し、左回りに立つ。
テレビや映画の時代劇などでは、白布を敷いた畳の上に白装束、奉書紙に巻いた拵え無しの刀を用いての切腹シーンが登場するが、史実ではこのような作法はいかなる時代・地方においても存在しない。切腹の場所を白で統一すると血の色が目立ち過ぎ、見た目がむごたらしくなるからである。また白の裃は他人の葬儀に出席する際に着用するいわゆる喪服であり、切腹の際に着用されることは無かった。現実には碧血の故事（碧血碑を参照のこと）にちなみ、着る物や敷く物は浅葱色に整えられた（浅葱色+赤＝碧色）。切腹用の短刀も、奉書紙を巻いただけでは滑って差し支えるため、紙縒りで固く留めるか拵えを付けたままにしておくのが常であった。また、白鞘は本来刀身保管用のための物であり、武士が実用に供することはない。一般に流布している切腹のイメージは、映像作品においての見栄えを考えたものであり、実際とは異なる。
介錯人のいない私的な切腹では、小刀で頸動脈を斬ったり、近代では拳銃で頭を撃ち抜くなどの方法が採られた。

## 切腹に関する研究
切腹は、日本独自の習俗であることから、研究対象として、あるいは興味関心の対象として、注目された。英語圏においては、「腹切り」 (harakiri) としてそのまま英語の単語になり、オックスフォード英語辞典 (OED) の項目に採用されている。
前述した通りではあるが、新渡戸稲造は、1900年に刊行した著書Bushido: The Soul of Japan（『武士道』）のなかで、切腹について、腹部を切ることは、そこに霊魂と愛情が宿っているという古代の解剖学的信仰に由来する、と考察している。

## 影響
生命科学の分野では、アポトーシスを誘導する遺伝子のひとつに、「Harakiri」の名前が採用されている。Harakiri遺伝子は、脳虚血時や、アルツハイマー型認知症による神経変性時に、神経細胞の死をつかさどる。これは、「アポトーシス＝細胞の自殺＝腹切り」という連想から名付けられた。
切腹の文化的、国民性への影響は、明治以降の国民教育で武士道が国民道徳化して以降、大きな影響を与えたといわれる。現在日本国民の大多数が死刑を肯定する立場にあり、廃止を訴える国民は依然少数である。これは「己の名誉と贖罪のため、死をもって償う」という自己犠牲の理念が「日本人の伝統」として固定化されたためであるという意見もある。
大相撲の行司の最高位である立行司は、短刀を差しており、これは軍配を差し違えてしまった場合には切腹するという覚悟を示したものとする説があるが、現代はもとより歴史上でも行司が実際に切腹した例はない。実際に差し違えた場合には日本相撲協会に進退伺いを出すことが慣例となっているが、これも実際に受理されて退職した例はない。

## 比喩的表現
現在では、強制的に辞職させられることを指す比喩的表現としても用いられる。

## 日本以外
中国
切腹は日本独特の習俗と言われるが、これに近い割腹自殺は中国にも存在する（中国語では「剖腹」と言う）。例えば『呂氏春秋』仲冬紀に載せる「弘演納肝」の故事では、忠臣であった弘演は、自分の腹を切って内臓を出し、自分の体内に惨殺された自分の主君の肝臓を入れて絶命し、人々からその忠勇をたたえられた。『史記』刺客列伝の聶政は、男らしい自決として、敵の面前で致命的な自傷に及び、腹を切った。『謝承後漢書』の戎良や、『旧唐書』列伝第137の安金蔵は、自分の誠意を証明するため自分の腹や胸を刀で引き裂き、内臓を取り出して見せた（安金蔵は外科手術によって命を取り留め、武則天からその忠勇を激賞された）。
近現代でも、文化大革命のとき、無実の罪で糾弾された共産党員が、公衆の面前で割腹自殺した例がある。中国の割腹自殺と、日本の切腹の起源の関連については不明である。ちなみに中国では、割腹自殺は、日本と違い、むしろ武人でない者が自分の誠意を披瀝するための自決法であった。中国の武人の自決法は、腹ではなく自分の首を刃物で切る「自刎」のほうが主であった。
韓国
朝鮮戦争中に安秉範韓国陸軍准将が切腹自決している。
ヨーロッパ
モーリス・パンゲは古代ローマのマルクス・ポルキウス・カト・ウティケンシスの自害に名誉のために殉ずる切腹の精神の起源を見ている。